# Stenotabanus ixyostactes
Stenotabanus ixyostactes är en tvåvingeart som först beskrevs av Christian Rudolph Wilhelm Wiedemann 1828.  Stenotabanus ixyostactes ingår i släktet Stenotabanus och familjen bromsar. Inga underarter finns listade i Catalogue of Life.